# اگبازوم
اگبازوم (به لاتین: Agbozume) یک منطقهٔ مسکونی در غنا است که در منطقه ولتا واقع شده‌است.

## خصوصیات
اگبازوم ۱۲ متر بالاتر از سطح دریا واقع شده‌است.